# Svolvær
Svolvær és el centre administratiu de la municipalitat de Vågan (9,200 habitants) en el comtat de Nordland, Noruega. Es troba a l'illa d'Austvågøya en l'axipèlag Lofoten.
L'any 2013 tenia 4.487 habitants.

## Història

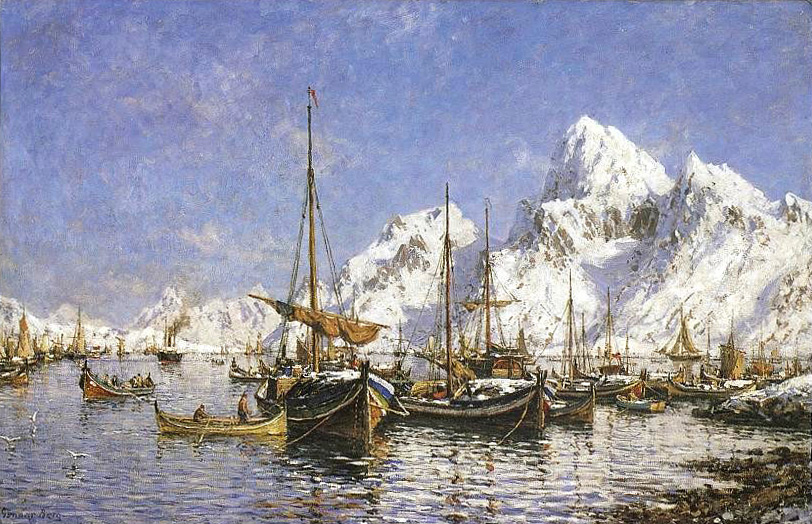
Des del port de Svolvær per Gunnar Berg

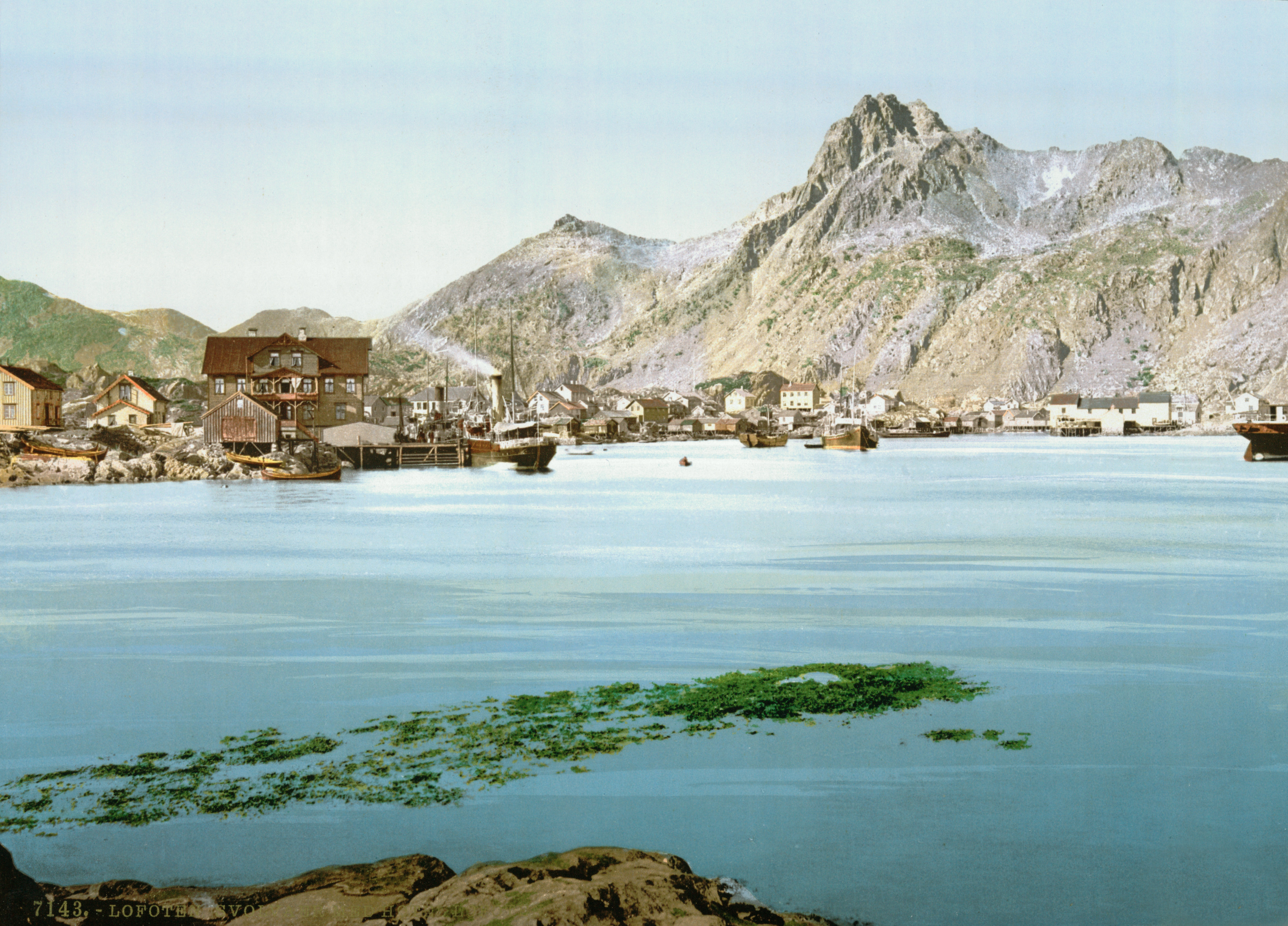
Svolvær al voltant de 1890

La primera població, Vågar, estava situada al voltant del port natural prop de Kabelvåg, just a l'oest de Svolvær. Vågar es menciona al llibre Heimskringla, i podia estar establerta ja a l'any 800.
El bacallà ha estat econòmicament fonamental, també l'aquicultura del salmó, Secora i Lofotkraft.

## Clima
Té un clima oceànic extraordinàriament temperat malgrat estar per sobre del cercle polar àrtic .
| Dades climàtiques a Svolvær (10 last years) | Dades climàtiques a Svolvær (10 last years) | Dades climàtiques a Svolvær (10 last years) | Dades climàtiques a Svolvær (10 last years) | Dades climàtiques a Svolvær (10 last years) | Dades climàtiques a Svolvær (10 last years) | Dades climàtiques a Svolvær (10 last years) | Dades climàtiques a Svolvær (10 last years) | Dades climàtiques a Svolvær (10 last years) | Dades climàtiques a Svolvær (10 last years) | Dades climàtiques a Svolvær (10 last years) | Dades climàtiques a Svolvær (10 last years) | Dades climàtiques a Svolvær (10 last years) | Dades climàtiques a Svolvær (10 last years) |
| Mes                                         | gen                                         | febr                                        | març                                        | abr                                         | maig                                        | juny                                        | jul                                         | ag                                          | set                                         | oct                                         | nov                                         | des                                         | anual                                       |
| ------------------------------------------- | ------------------------------------------- | ------------------------------------------- | ------------------------------------------- | ------------------------------------------- | ------------------------------------------- | ------------------------------------------- | ------------------------------------------- | ------------------------------------------- | ------------------------------------------- | ------------------------------------------- | ------------------------------------------- | ------------------------------------------- | ------------------------------------------- |
| Màxima mitjana °C (°F)                      | 1.5 (34.7)                                  | 0.6 (33.1)                                  | 1.4 (34.5)                                  | 4.4 (39.9)                                  | 8.6 (47.5)                                  | 12.2 (54)                                   | 15.4 (59.7)                                 | 14.4 (57.9)                                 | 11.1 (52)                                   | 7.3 (45.1)                                  | 4.6 (40.3)                                  | 2.6 (36.7)                                  | 7.01 (44.62)                                |
| Mitjana diària °C (°F)                      | 0.4 (32.7)                                  | −0.7 (30.7)                                 | 0.4 (32.7)                                  | 3.3 (37.9)                                  | 7.2 (45)                                    | 10.8 (51.4)                                 | 13.9 (57)                                   | 13.2 (55.8)                                 | 10.1 (50.2)                                 | 6.4 (43.5)                                  | 3.6 (38.5)                                  | 1.6 (34.9)                                  | 5.85 (42.53)                                |
| Mínima mitjana °C (°F)                      | −0.7 (30.7)                                 | −1.9 (28.6)                                 | −0.7 (30.7)                                 | 2.2 (36)                                    | 5.8 (42.4)                                  | 9.3 (48.7)                                  | 12.4 (54.3)                                 | 11.9 (53.4)                                 | 9 (48)                                      | 5.4 (41.7)                                  | 2.5 (36.5)                                  | 0.5 (32.9)                                  | 4.64 (40.32)                                |
| Precipitació mitjana mm (polzades)          | 83 (3.27)                                   | 71 (2.8)                                    | 58.2 (2.291)                                | 42.3 (1.665)                                | 44.4 (1.748)                                | 35.8 (1.409)                                | 44.6 (1.756)                                | 39.8 (1.567)                                | 68.2 (2.685)                                | 86.5 (3.406)                                | 72.1 (2.839)                                | 76.3 (3.004)                                | 722.2 (28.44)                               |
| Mitjana de dies de precipitació (≥ 1.0 mm)  | 20                                          | 18                                          | 17                                          | 13                                          | 16                                          | 12                                          | 14                                          | 14                                          | 15                                          | 17                                          | 15                                          | 17                                          | 188                                         |
| Font:                                       |                                             |                                             |                                             |                                             |                                             |                                             |                                             |                                             |                                             |                                             |                                             |                                             |                                             |